# همه ده یارد
همه ده یارد (به انگلیسی: The Whole Ten Yards) یک فیلم سینمایی آمریکایی در ژانر بزه و کمدی و محصول سال ۲۰۰۴ به کارگردانی هاوارد دویچ است. در این فیلم، بازیگرانی همچون: بروس ویلیس، متیو پری، آماندا پیت، کوین پولاک، ناتاشا هنستریج، فرانک کولیسون، جانی مسنر، سیلاس وایر میچل، تاشا اسمیت و سامانتا هریس ایفای نقش کرده‌اند.
این فیلم، دنباله فیلم همه ۹ یارد است.

## خلاصه
«جیمی تادسکی» (ویلیس)، قاتل مزدور سابق، از زندگی بزهکارانه اش کناره گرفته و در مکزیکو زندگی آرامی را با آشپزی و خانه داری سر می کند. اما همسرش، «جیل» (پیت) کما کان دلش می خواهد از راه های خلاف و هیجان انگیز زندگی شان را بگذرانند...